# Artur Rasizadä

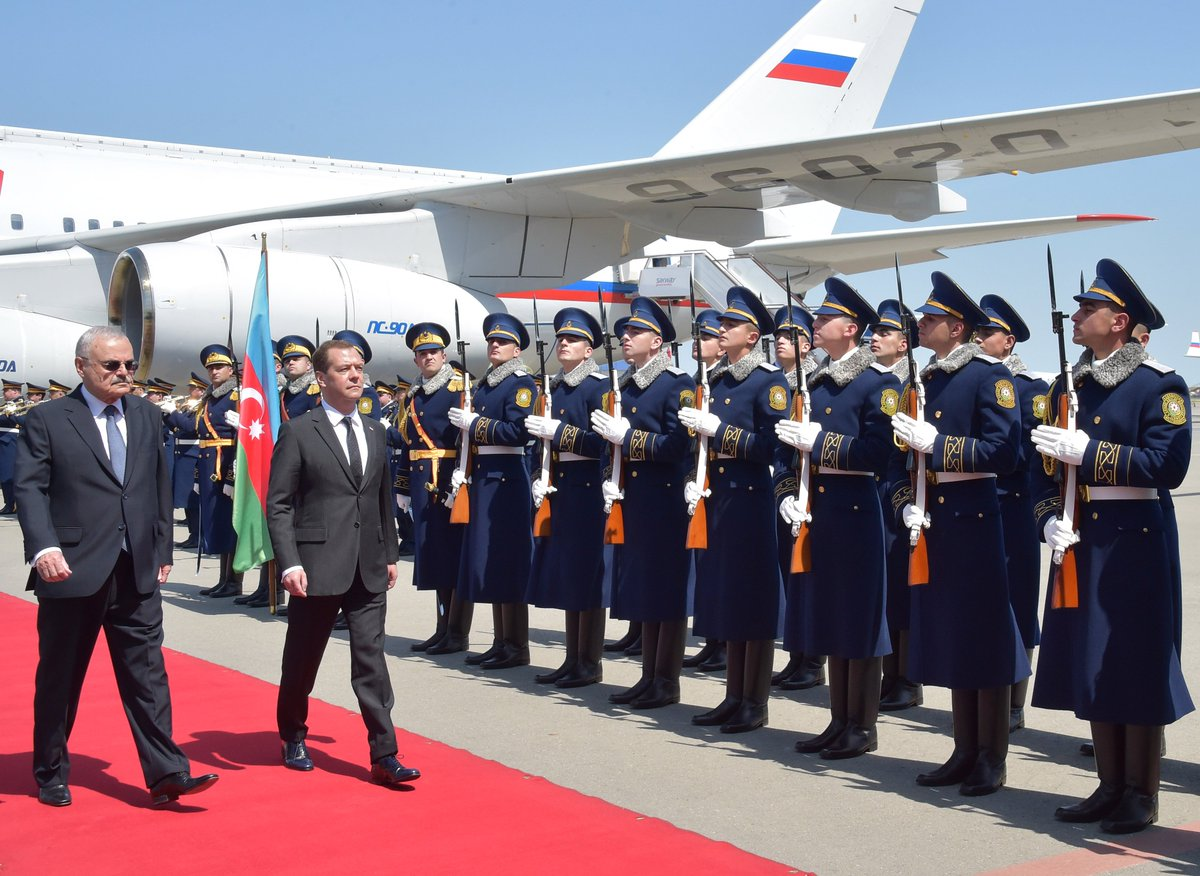
Rasizädä med Dmitrij Medvedev.

Artur Tahir oğlu Rasizädä, född 26 februari 1935 i Kirovabad (nu Ganja), Azerbajdzjanska SSR, Sovjetunionen (nu republiken Azerbajdzjan), är en azerbajdzjansk politiker. Han har varit landets premiärminister i två omgångar: från 1996 till augusti 2003 och sedan igen från november 2003 till 2018. Han efterträddes av Novruz Mämmädov.

## Fotnoter
1. ↑  azerbajdzjanska: Artur Tahir oğlu Rasizadə (med latinsk skrift), Артур Таһир оғлу Расизадә (med tidigare kyrillisk skrift), tr. Artur Tahir oghlu Rasizadä; ryska: Артур Таир оглы Расизаде, tr. Artur Tair ogly Rasizade.